# Вали Форд (Калифорнија)
Вали Форд (енгл. Valley Ford) насељено је место без административног статуса у америчкој савезној држави Калифорнија.

## Демографија
По попису из 2010. године број становника је 147.
| Група             | 2000.    | 2010.      |
| Белци             | 0 (0,0%) | 87 (59,2%) |
| Афроамериканци    | 0 (0,0%) | 1 (0,7%)   |
| Азијати           | 0 (0,0%) | 0 (0,0%)   |
| Хиспаноамериканци | 0 (0,0%) | 52 (35,4%) |
| Укупно            | 0        | 147        |